# F. Gary Gray
Felix Gary Gray (New York City, 1969. július 17. –) amerikai filmrendező, filmproducer, videóklip-rendező és színész.
Gray rendezői karrierjét számos kritikusi elismeréssel és díjnyertes videó-klippel kezdte, többek között; Ice Cube – "It Was a Good Day", Dr. Dre és Ice Cube – "Natural Born Killaz", Dr. Dre – "Keep Their Heads Ringin'", TLC – "Waterfalls" és Outkast – "Ms. Jackson".
Gray rendezői debütáló filmje az 1995-ben bemutatott Végre péntek című vígjáték volt. Azóta a következő filmeket rendezte; A nagy dobás (1996), Nincs alku (1998), Az olasz meló (2003), Csak lazán! (2005), Törvénytisztelő polgár (2009) és az Egyenesen Comptonból (2015). A Halálos iramban filmszéria nyolcadik részét, a Halálos iramban 8.-at is ő rendezte, amely a minden idők 18. legnagyobb bevételt hozó filmje lett.

## Élete és pályafutása
Gray New York Cityben született és elsősorban Dél-Los Angelesben nőtt fel. Pályafutását 1989-ben kezdte, amikor cameoszerepben feltűnt a Nagy csapat című szatirikus vígjátékban. Három évvel később megrendezte Ice Cube – "It Was a Good Day" videó-klipjét. A videó a dalszövegek szó szerinti adaptációja. Ezután folyamatos klipeket rendezett Ice Cube-nak, valamint olyan előadóknak, mint Cypress Hill, Outkast, Dr. Dre és Queen Latifah.
26 éves korában, Gray megrendezte első játékfilmjét, a Végre péntek komédiát a rapper-producer Ice Cube és Chris Tucker főszereplésével. Ezt követően a A nagy dobás című filmet rendezte, amiben Jada Pinkett Smith és Queen Latifah szerepelt. Ezután Kevin Spacey és Samuel L. Jackson főszereplésével a Nincs alku direktora lett, amelyért Gray az 1998-as Acapulco Filmfesztiválon egyaránt elnyerte a legjobb film és a legjobb rendező díjakat.
2003-ban Gray megrendezte Az olasz meló akció-thrillert Mark Wahlberg és Charlize Theron főszereplésével. Gray a 2004-es Black American Filmfesztiválon megkapta a legjobb rendezői díjat a filmen végzett munkájáért, amely meghaladta a 100 millió dolláros bevételt a hazai pénztáraknál.
A következő film a Túl mindenen akció-thriller Vin Diesel szereplésével. Később a Csak lazán! rendezője lett, ami Elmore Leonard azonos nevű regényének adaptációja. Ám John Travolta teljesítményét nem értékelték a kritikusok, viszont több mint 95 millió dolláros bevételt hozott világszerte.
Következő filmje a Törvénytisztelő polgár thriller, Jamie Foxx-szal és Gerard Butlerrel, valamint Kurt Wimmer forgatókönyvíróval. A projekt 100 millió dollárt hozott világszerte.
Gray megkapta az Ivan Dixon díjat a Black Hollywood Oktatási és Erőforrás központtól, valamint a Black Enterprise magazin az „50 legjobb és legtehetségesebb afroamerikai 40 év alatti” kategóriájába sorolta. 2004-ben az Afro-amerikai Filmkritikusok Szövetsége kitüntette őt a Különleges Eredménydíjjal, és az Artist Empowerment Coalition megtisztelte ugyanebben az évben az Artist Empowerment díjjal. 2010-ben megkapta a Pioneer rendező díjat a Pánafrikai Film- és Művészeti Fesztiválon.
2015-ben Grey az Egyenesen Comptonból című drámát rendezte, amely egy életrajzi film az N.W.A rap-csoportról. 2017-ben Grey a Halálos iramban filmszéria nyolcadik részét, a Halálos iramban 8.-at rendezte, amit 2017. április 14-én mutattak be. Ez az első olyan Halálos iramban film, amelyet egy afro-amerikai rendezett, és világszerte meghaladta az 1 milliárd dollárt.
A 2016-os Oscar-jelölések során, amelyek a sokféleség hiánya miatt a #OscarsSoWhite hashtagot felidézték, számos forrás megjegyezte, hogy F. Gary Gray lemaradt a Legjobb rendező jelölésről az Egyenesen Comptonból című filmen végzett munkája miatt.

## Filmográfia

### Játékfilmek
| Év   | Film                                     | Rendező | Producer |
| ---- | ---------------------------------------- | ------- | -------- |
| 1995 | Végre péntek                             | Igen    | Nem      |
| 1996 | A nagy dobás                             | Igen    | Nem      |
| 1998 | Nincs alku                               | Igen    | Nem      |
| 2003 | Az olasz meló                            | Igen    | Nem      |
| 2003 | Túl mindenen                             | Igen    | Nem      |
| 2005 | Csak lazán!                              | Igen    | Igen     |
| 2009 | Törvénytisztelő polgár                   | Igen    | Nem      |
| 2015 | A fák tengere                            | Nem     | Igen     |
| 2015 | Egyenesen Comptonból                     | Igen    | Igen     |
| 2017 | Halálos iramban 8.                       | Igen    | Nem      |
| 2019 | Men in Black – Sötét zsaruk a Föld körül | Igen    | Nem      |

Cameoszerepek
| Év   | Film                   | Szerep                  |
| ---- | ---------------------- | ----------------------- |
| 1995 | Végre péntek           | fekete férfi a boltban  |
| 1996 | A nagy dobás           | Gengszterek sofőrje     |
| 2009 | Törvénytisztelő polgár | Nyomozó a bizonyítékkal |
| 2015 | Egyenesen Comptonból   | Greg Mack               |

### Televíziós rendezések
| Év   | Cím                      | Megjegyzés |
| ---- | ------------------------ | ---------- |
| 1999 | Ryan Caulfield: Year One | 1 epizód   |
| 2006 | Enemies                  | 1 epizód   |

### Videó-klipek
| Év   | Cím                                      | Előadó                 |
| ---- | ---------------------------------------- | ---------------------- |
| 1992 | "It Was a Good Day"                      | Ice Cube               |
| 1993 | "Call Me a Mack"                         | Usher                  |
| 1993 | "I Ain't Goin' Out Like That"            | Cypress Hill           |
| 1993 | When the Ship Goes Down"                 | Cypress Hill           |
| 1993 | "Truthful"                               | Heavy D                |
| 1993 | "Fantastic Voyage"                       | Coolio                 |
| 1994 | "Natural Born Killaz"                    | Dr. Dre Ice Cube       |
| 1994 | "Saturday Nite Live"                     | Masta Ace Incorporated |
| 1994 | "Southernplayalisticadillacmuzik"        | OutKast                |
| 1994 | "Black Hand Side"                        | Queen Latifah          |
| 1995 | "Keep Their Heads Ringin'"               | Dr. Dre                |
| 1995 | "Pretty Girl"                            | Jon B.                 |
| 1995 | "Come On"                                | Barry White            |
| 1995 | "I Believe in You and Me"                | Whitney Houston        |
| 1995 | "Waterfalls"                             | TLC                    |
| 1995 | "Diggin' on You"                         | TLC                    |
| 1996 | "How Come, How Long"                     | Babyface               |
| 1999 | "If I Could Turn Back the Hands of Time" | R. Kelly               |
| 2000 | "Ms. Jackson"                            | OutKast                |
| 2004 | "Bang Bang Boom"                         | Drag-On                |
| 2006 | "Show Me What You Got"                   | Jay-Z                  |
| 2010 | "Super High"                             | Rick Ross              |